# Poesia medieval
A poesia medieval procurou enaltecer os valores e as virtudes do cavaleiro: justiça, amor, prudência e cortesia. Na poesia épica exaltava-se a ação corajosa doa cavaleiros em prol da cristandade. Na poesia lírica, exaltava-se o amor cortês dos cavaleiros em relação às suas damas.